# Laissac (Avairon)
Laissac (en occità Laissac) és un municipi francès situat al departament de l'Avairon i a la regió d'Occitània.

## Demografia
| 1962                                       | 1968  | 1975  | 1982  | 1990  | 1999  | 2006  |
| ------------------------------------------ | ----- | ----- | ----- | ----- | ----- | ----- |
| 1.257                                      | 1.275 | 1.364 | 1.476 | 1.395 | 1.467 | 1.522 |
| Des de 1962: població sense dobles comptes |       |       |       |       |       |       |

## Administració
| Període   | Identitat        | Partit |
| --------- | ---------------- | ------ |
| 1965-1983 | Ferdinand Causse |        |
| 1983-2008 | Yves Boyer       | UMP    |
| 2008-     | Claude Salles    |        |